# Диксвилл-Нотч
Диксвилл-Нотч (англ. Dixville Notch) — неинкорпорированная коммуна в тауншипе Диксвилл (округ Коос, штат Нью-Гэмпшир, США).

## Описание
Поселение расположено в северной части штата примерно в 30 километрах от границы с Канадой. Близ деревни находится одноимённый парк штата. Через Диксвилл-Нотч проходит автодорога 26.
Главная достопримечательность Диксвилл-Нотч — гостиница люкс-класса The Balsams Grand Resort Hotel и принадлежащий ей горнолыжный курорт. Отель работает с 1865 года, он владеет 45 км² прилегающей территории, 95 километрами лыжных трасс, двумя полями для гольфа. В 2002 году здание гостиницы было внесено в Национальный реестр исторических мест США. В зале The Balsams традиционно с 1960 года ровно в полночь проходит голосование в день выборов Президента и внутрипартийных выборов по штату, поэтому результаты голосования по этому участку объявляются, как правило, первыми в стране. Обычно явка избирателей стопроцентная, и участок может закрыться уже в одну минуту первого ночи. Эту традицию заложил местный житель, Нил Тиллотсон, известный усовершенствованием латексного воздушного шара и латексных перчаток. До самой своей смерти в 2001 году он считался первым проголосовавшим избирателем в стране, так как кидал свой бюллетень в урну ровно в полночь, наблюдая за своими наручными часами, а после него свои голоса отдавали прочие жители. После смерти Тиллотсона избиратели бросают жребий, кто из них кинет свой бюллетень первым. Голосование на данном избирательном участке постоянно транслируется в прямом эфире ведущими телеканалами США.
В 2002 году эта традиция была отражена в эпизоде Hartsfield’s Landing третьего сезона сериала «Западное крыло».

## Демография
Согласно переписи 2010 года в поселении проживало 12 человек.
Согласно ресурсу press.lv, в начале ноября 2020 года в поселении проживали 5 человек.